# Farewell Point
Farewell Point är en udde i Sydgeorgien och Sydsandwichöarna (Storbritannien). Den ligger i den nordvästra delen av Sydgeorgien och Sydsandwichöarna. Farewell Point ligger på ön Bird Island.
Terrängen inåt land är kuperad åt sydost, men åt sydväst är den platt. Havet är nära Farewell Point åt nordväst.  Det finns inga samhällen i närheten. 